# 宮脇雅俊
宮脇 雅俊（みやわき まさとし、1944年10月9日 - ）は、日本の銀行家。十八親和銀行顧問。十八銀行の取締役会長、取締役兼代表執行役頭取を務めた。2016年11月から長崎商工会議所会頭を務めている。

## 来歴・人物
長崎県南松浦郡玉之浦町（現：長崎県五島市）出身。長崎県立長崎東高等学校を経て、1968年に長崎大学経済学部卒業後、十八銀行に入行。専務取締役、副頭取などを経て、2007年に代表執行役頭取就任。生え抜きの頭取就任は51年ぶりのことであった。
2014年、取締役兼代表執行役頭取を森拓二郎に譲り、取締役会長に就任した。
2016年11月、長崎商工会議所会頭に選任された。
2020年に十八銀行の取締役会長を退任し、同行顧問（同年10月、十八親和銀行顧問に横滑り）に就任する。

## 略歴
- 1968年（昭和43年）3月 - 長崎大学経済学部卒業
- 1968年（昭和43年）4月 - 十八銀行入行
- 1996年（平成08年）6月 - 同取締役本店営業部長
- 1999年（平成11年）6月 - 同常務取締役
- 2003年（平成15年）6月 - 同代表取締役専務
- 2006年（平成18年）6月 - 同代表取締役副頭取
- 2007年（平成19年）6月 - 同取締役代表執行役頭取
- 2014年（平成26年）6月 - 同取締役代表執行役会長
- 2016年（平成28年）6月 - 同取締役会長
- 2020年（令和2年）4月1日 - 同顧問[6]
- 2020年（令和2年）10月1日 - 十八親和銀行顧問

## 役職等
- 九州経済連合会副会長（2009年 - 2016年）[1]
- 長崎経済同友会代表幹事（2009年 - 2016年）[1]
- 長崎県観光連盟会長（2015年 - ）[7]
- 在長崎ポルトガル名誉領事[8]
- 五島市ふるさと大使[9]